# Cementit
Cementit er en forbindelse af jern med kulstof. Forbindelsen kaldes også jernkarbid og har formlen Fe3C. 
Stål er en blanding af forskellige former af jern. Cementit er meget hårdt og forholdsvist skørt og giver stålets dets hårdhed, mens rent jern, kaldet ferrit, er blødt og sejt. Kulstofholdigt jern vil danne særlige korn med en speciel blanding af ferrit og cementit. Disse korn kaldes perlit.
| Kemi | Spire Denne artikel om kemi er en spire som bør udbygges. Du er velkommen til at hjælpe Wikipedia ved at udvide den. |